# BV Altenessen 06
Der Ballsportverein Altenessen 06 ist ein Fußballverein aus dem Essener Stadtteil Altenessen.

## Geschichte
In den Anfängen des Essener Fußballsports existierten verschiedene von Schülern gegründete Straßenklubs, darunter eine Straßenmannschaft mit der Bezeichnung „Regilia“. Im Jahre 1906 fassten einige Mitglieder den Entschluss, einen neuen Verein zu gründen. Am 6. Mai 1906 entstand nach dem Spiel Regilia gegen Rhenania Essen der heutige BV Altenessen 06. Am 27. Mai 1906 wurde der erste Vorstand gewählt. Die Aufnahme des Vereins in den Rheinisch-Westfälischen Spielverband erfolgte im Jahr 1910.
Spielort war der Platz am Kaiser-Wilhelm-Park in Essen-Altenessen. Erste Erfolge stellten sich im Jahre 1913 ein, es gelang die Meisterschaft der B-Klasse und der damit verbundene Aufstieg in die A-Klasse. Während des Ersten Weltkriegs errang der Verein in der Spielzeit 1915/16 nach einem Sieg über Preußen Duisburg die Ruhrbezirksmeisterschaft.
Die erste Mitgliederversammlung nach dem Ersten Weltkrieg fand 1918 statt, und damit begannen zehn erfolgreiche Jahre in Altenessen. Maßgeblich dazu bei trug die Entscheidung aus dem Jahr 1918, eine eigene Jugendabteilung einzurichten. Dies war in der damaligen Zeit noch eine Ausnahme. Die Glanzzeit des BV Altenessen waren die Jahre 1925/26. Die Mannschaft wurde Ruhrgaumeister, westdeutscher Vizemeister und nahm an den Endrundenspielen um die deutsche Meisterschaft teil. Die Kölnische Rundschau kommentierte damals das Altenessener Spiel: „Wie eine Sturmflut braust diese Jugend dahin, wie die Mannschaft spielt und kämpft, spiegelt sich der neue Fußballstil vollkommen wider. Altenessen ist Kraft, Härte, Wucht, ist aber auch edle Linie und Schönheit.“ Dabei spielte man vor bis zu 30.000 Zuschauern an der Radrennbahn in Essen. Am 16. Mai 1926 verlor der BVA im Achtelfinale um die deutsche Meisterschaft gegen den FSV Frankfurt mit 1:2. In diese Zeit fällt auch die Einweihung des neuen Stadions am Kaiserpark. Das Eröffnungsspiel am 22. August 1925 gegen Real Sociedad San Sebastián endete 2:2 unentschieden.
1932 führte der Weg nach zwölfjähriger Zugehörigkeit zur ersten Spielklasse in die Bezirksklasse. Es folgte 1933 eine Zwangsfusion mit Preußen Essen zum BV Preußen Altenessen, die bereits 1934 wieder rückgängig gemacht wurde. Zuvor war der Verein Gründungsmitglied der Gauliga Niederrhein, der neuen höchsten Spielklasse. Zwar gelang ein 3:2-Sieg über den späteren Gaumeister VfL Benrath, am Ende fehlte jedoch ein Punkt zum Klassenerhalt. 1937 gelang noch einmal die Rückkehr in die Gauliga, doch auch im zweiten Auflauf gelang der Klassenerhalt nicht. Während des Zweiten Weltkriegs fusionierte der BVA mit Rot-Weiss Essen zur Kriegsspielgemeinschaft KSG RWE/BV 06 Essen, die mit Kriegsende wieder aufgelöst wurde.
Nach dem Ende des Zweiten Weltkriegs musste auch der BV Altenessen 06 ganz von vorne beginnen. Die erste Mannschaft spielte bis 1954 in der Landesliga. Diese war zunächst direkt unterhalb der Oberliga West die zweithöchste Spielklasse. Als zur Saison 1949/50 als neuer Unterbau die II. Division eingeführt wurde, hatte Altenessen jedoch deutlich die Qualifikation für diese Spielklasse verpasst und verblieb in der nunmehr drittklassigen Landesliga.
1954 folgte der Abstieg in die Bezirksklasse. Erst 1961 gelang der Wiederaufstieg in die Amateurliga. Bis 1966 und dann wieder von 1967 bis 1974 blieb Altenessen drittklassig. Die beste Platzierung war dabei ein sechster Platz 1973. Noch einmal kehrte der BV 1975/76 für ein letztes Jahr in die höchste Amateurspielklasse zurück. 1960, 1966 und 1993 wurden der Verein jeweils Essener Stadtpokalsieger.
Seit Ende der 1970er Jahre war der BVA nicht mehr in einer höheren Spielklasse vertreten. Der sportliche Abstieg nahm seinen Lauf. Im Jahr 2000 stieg die erste Mannschaft aus der Landesliga Niederrhein ab, weitere Abstürze folgten. Danach spielte der BV Altenessen 06 in der Kreisliga B Essen Nord/West. 2010 erhielt der BV Altenessen 06 den DFB-Integrationspreis.
Im März 2015 erregte die Zweitvertretung des BV mediale Aufmerksamkeit, als die übrigen Vereine der Kreisliga dem Verein gewaltsame Auseinandersetzungen vorwarfen und weitere Spiele gegen den BV boykottierten. Der Verein bekam somit regelmäßig drei Punkte am grünen Tisch zugesprochen und stieg am Ende der Saison 2014/15 mit 20 Siegen aus 22 Spielen auf.

## Persönlichkeiten

### Ehemalige Spieler
- Thomas Cichon
- Heinz Koch
- „Heiner“ Kördell
- Ernst Poertgen
- Franz Poertgen
- Fritz Marquardt
- „Johnny“ Winkler
- Herbert Weinberg
- Heinz-Dieter Lömm
- Helmut Littek
- Günter Schlipper

### Ehemalige Trainer
- August Gottschalk
- Heiko Mertes